# Ricky Wilson (músico estadounidense)
Ricky Helton Wilson (19 de marzo de 1953-12 de octubre de 1985) fue un músico estadounidense, reconocido por haber sido uno de los miembros fundadores de la banda de rock the B-52's. Nacido en Athens, Georgia, Wilson era el hermano de una de las cantantes de la banda, Cindy Wilson. The B-52's fue fundada en 1977, cuando Ricky, su hermana Cindy, Kate Pierson, Keith Strickland y Fred Schneider improvisaron una sesión de jam en la residencia de Owen Scott III.
El 12 de octubre de 1985, a los 32 años, Wilson murió por complicaciones relacionadas con el SIDA tras la grabación del cuarto álbum de estudio de la agrupación, Bouncing Off the Satellites. De acuerdo a Keith Strickland, el álbum estaba listo antes de la muerte de Wilson, con el diseño de portada aún sin decidir (una ilustración de Kenny Scharf fue finalmente escogida). Devastados, los músicos de la banda no realizaron la respectiva gira promocional, aunque grabaron el vídeoclip para la canción "Girl from Ipanema Goes to Greenland".
Adicionalmente a su trabajo con The B-52's, Wilson tocó la guitarra en la canción "Breakin' in My Heart" de Tom Verlaine en 1979. Fue la única grabación registrada por el músico en colaboración aparte de su banda.